# Eberhard von Brockhusen
Eberhard von Brockhusen (1869 – 1939) è stato uno dei promotori della società di Guido von List.

## Biografia
Von Brockhusen divenne Gran Maestro del Germanenorden e fu una figura attiva nella creazione della sua costituzione, e fu presidente della Società di List fino a che non morì nel marzo del 1939. Guido von List stava viaggiando verso la sua villa quando morì nella primavera del 1919.